# Nerf digital plantaire propre du nerf plantaire médial
Les nerfs digitaux plantaires propres du nerf plantaire médial sont des nerfs sensitifs du pied.

## Origine
Les nerfs digitaux plantaires propres du nerf plantaire médial proviennent du nerf plantaire médial ou de ses branches : les nerfs digitaux plantaires communs.

## Trajet
Le nerf digital plantaire propre issu directement du nerf plantaire médial innerve le côté médial du gros orteil.
Les trois nerfs digitaux plantaires communs se divisent en deux nerfs digitaux plantaires propres.
Ceux du premier nerf digital plantaire commun innervent les côtés adjacents des premier et deuxième orteils ; ceux du deuxième innervent les côtés adjacents des deuxième et troisième orteils ; et ceux du troisième, les côtés adjacents des troisième et quatrième orteils.
Chaque nerf digital propre émet des filaments cutanés et articulaires ; et en face de la dernière phalange émette vers le haut une branche dorsale, qui innerve les structures autour de l'ongle, la continuation du nerf étant distribuée à la boule de l'orteil.
On observera que ces nerfs digitaux sont semblables dans leur distribution à ceux du nerf médian de la main.